# Dzierzgunka
Dzierzgunka (Dzierzguny, niem. Dziergunken, 1938–1945 Kiebitzbruch) – nieistniejąca już miejscowość, ale figurująca w spisie miejscowości w Polsce, położona w województwie warmińsko-mazurskim, w powiecie olsztyńskim, w gminie Purda. Osada znajdowała się na terytorium historycznej Warmii.
Dawna osada (początkowo młyn, a później również około 2 kilometry na północ powstała osada leśna - siedziba Leśnictwa), położona nad Jeziorem Łańskim, ok. 3 km na zachód od wsi Nowa Kaletka, przy ujściu do jeziora rzeki Dzieżgunki (Dzierzgunki). W dawnych dokumentach osada zapisywana była pod nazwami: Dziergunk (1755), Dzierdzunka (1772), Dziergunka (1785), Dziersgunken (1790), Dziergunken (1820), Dzyrzgunken (1868), Dzyrgunka (1875), Dziergunka (1879), Dzierzgunka (1881), Dzierzguny (1964), Dzierzgunka (1968). 16 lipca 1938 urzędową nazwę Dziergunken zamieniono na Kiebitzbruch.
Jak wynika z protokołu wizytacyjnego, Dzierzguny w 1779 należały do parafii katolickiej w Butrynach. W 1858 w osadzie, określanej jako młyn, mówiło się w języku polskim i było dwoje dzieci w wieku do 6 lat oraz 5 osób w wieku powyżej 14 lat. Dzieci katolickie korzystały z nauki udzielanej przez nauczyciela Bartkowskiego z Butryn. W 1874 w Dzierzgunach było 11 osób, w tym 6 katolików. W 1880 w osadzie mieszkało 20 osób, w tym 8 katolików. W 1902 w osadzie mieszkało 13 osób, w tym dwóch katolików. W 1903 utworzono parafię katolicka w Orzechowie, do której nieoficjalnie włączono osadę Dziergunka (Dzierzguny).
Z dawnej osady została nazwa Leśnictwa Dzierzguny, z siedzibą w Kurkach.